# リキッドピストン
リキッドピストン（LiquidPiston）は、アメリカ合衆国コネチカット州ブルームフィールドに所在するエンジン開発企業である。X-エンジンと呼ばれるピストンレス・ロータリーエンジンを開発・製造している。

赤線は3つのローブを持つエピトロコイドである。

## X-エンジン
X-エンジン（X-engine）はヴァンケルエンジンのハウジングとローターの形状が逆転した構造をしており、高効率混成サイクル（HEHC）で作動する。
今日までに唯一成功を収めたピストンレス・ロータリーエンジンであるヴァンケルエンジンでは、オーバル形のエピトロコイドハウジングが、側面が曲がった三角形ローター（おむすび形と呼ばれる）を囲んでいる。ローターは中央の出力シャフトを中心として、ぐらついたフラフープ運動で回転する。ローターは出力シャフトを歯車を介して押す。1つの出力パルスによって、出力シャフトが1回転する。出力シャフトはローターの3倍の速さで回転する。比較として、4ストロークピストンエンジンは1つの出力パルスで、出力シャフトが2回転する。三角形ローターによって形作られるヴァンケルエンジンの3つの燃焼室はローターの3つの頂点に取り付けられたアペックスシールによって隔てられている。これらのシールはローターがフラフープ回転をする毎に行き来するため、強い応力に曝されて摩耗が起きる。結果として、アペックスシールがヴァンケルエンジンの耐久性の制限要因となってきた。
リキッドピストン社の設計では、オーバル形ローターが三角形ハウジング内を動く。必要なシール（面と頂点の両方）は固定ハウジングに取り付けられ、直接的に潤滑される。このサイクルでは、（燃料を含まない）空気が非常に高い圧縮比で圧縮される（ディーゼルサイクルで典型的）。空気は次に等容量の燃焼室内に隔離される。燃料が等容条件下（オットーサイクル）で完全燃焼できるように燃料が燃焼室に直接噴射される。最後に、燃焼生成物は大気圧へと膨張される（アトキンソンサイクル）。
ローターは空気を供給し、排気ガスを取り除くための流路を持つ。これによってバルブ（弁）が不要になる。
ディーゼルサイクルを効率的に使うためには、高い圧縮比が必要とされる。典型的なピストンディーゼルエンジンの圧縮比は15:1と24:1の間である。リキッドピストン社のエンジンは26:1に達する高い圧縮比を持つディーゼルサイクルで動作することが実証されている。このような高い圧縮比ではガソリンのような低オクタン価燃料が使用できないため（自己着火を起こしてしまう）、X-Miniと呼ばれる低圧縮火花添加版も存在する。X-Miniは排気量70 ccの空冷自然吸気4ストロークX-エンジンであり、ガソリン、ケロシン、Jet Aを含むジェット燃料、プロパン、水素など火花点火を使用する様々な燃料で作動する。
X-エンジンを搭載した小型発電機も開発されている。